# Municipio de Evanston
El municipio de Evanston (en inglés: Evanston Township) es un municipio ubicado en el condado de Cook en el estado estadounidense de Illinois. En el año 2010 tenía una población de 74486 habitantes y una densidad poblacional de 3.686,6 personas por km².

## Geografía
El municipio de Evanston se encuentra ubicado en las coordenadas 42°2′47″N 87°41′40″O / 42.04639, -87.69444. Según la Oficina del Censo de los Estados Unidos, el municipio tiene una superficie total de 20.2 km², de la cual 20.15 km² corresponden a tierra firme y (0.28%) 0.06 km² es agua.

## Demografía
Según el censo de 2010, había 74486 personas residiendo en el municipio de Evanston. La densidad de población era de 3.686,6 hab./km². De los 74486 habitantes, el municipio de Evanston estaba compuesto por el 65.61% blancos, el 18.09% eran afroamericanos, el 0.23% eran amerindios, el 8.61% eran asiáticos, el 0.02% eran isleños del Pacífico, el 3.61% eran de otras razas y el 3.82% pertenecían a dos o más razas. Del total de la población el 9.05% eran hispanos o latinos de cualquier raza.